# Quotas de diffusion télévisuelle française
Pour un article plus général, voir Histoire de la télévision française.
La diffusion par les chaînes télévisuelles françaises est soumise à des quotas depuis 1972. Une série de lois et décrets ont au cours du temps mentionné, voire modifié ces quotas de diffusion.

## Histoire de la réglementation
| texte | gouvernement                       | ministre de la Culture et de la Communication | ministre délégué à la Culture et la Communication | quota de diffusion de films européens | quota de diffusion de films français | notes |
| --- | ---------------------------------- | --------------------------------------------- | ------------------------------------------------- | ------------------------------------- | ------------------------------------ | --- |
| Convention du 14 mai 1972 signée entre le Ministre des Affaires culturelles et le Directeur général de l’ORTF | Gouvernement Jacques Chaban-Delmas | Jacques Duhamel                               | Aucun                                             | NC                                    | 50 %                                 | |
| Loi n° 74-696 du 7 août 1974 relative à la radiodiffusion et à la télévision | Gouvernement Jacques Chirac (1)    | Michel Guy                                    | Aucun                                             | NC                                    | 60 %                                 | |
| Loi n° 86-1067 du 30 septembre 1986 relative à la liberté de communication (loi Léotard) | Gouvernement Jacques Chirac (2)    | François Léotard                              | Aucun                                             | 60 %                                  | 40 %                                 | Es considéré comme « film européen » un film de pays membres de la Communauté économique européenne (CEE). |
| Décret n°87-36 du 26 janvier 1987 pris pour l'application des articles 27-I et 70 de la loi n° 86-1067 du 30 septembre 1986 relative à la liberté de communication et fixant pour certains services de télévision le régime de diffusion des œuvres cinématographiques et audiovisuelles                                                                             | Gouvernement Jacques Chirac (2)    | François Léotard                              | Aucun                                             | 60 %                                  | 50 %                                 | Est considéré comme « film français » une « œuvre d'expression originale française ». |
| Loi n° 89-25 du 17 janvier 1989 modifiant la loi n° 86-1067 du 30 septembre 1986 relative à la liberté de communication (loi Tasca) | Gouvernement Michel Rocard (2)     | Jack Lang                                     | Catherine Tasca                                   | NC                                    | NC                                   | Est désormais considérée comme « œuvre d'expression originale française » celle écrite et réalisée en français. Y sont désormais exclues les films dans la langue du coproducteur.                                  |
| Directive 89/552/CEE du Conseil du 3 octobre 1989 visant à la coordination de certaines dispositions législatives, réglementaires et administratives des États membres relatives à l'exercice d'activités de radiodiffusion télévisuelle (Directive Télévision sans Frontières)                                                                                      | Gouvernement Michel Rocard (2)     | Jack Lang                                     | Catherine Tasca                                   | 50 %                                  | NC                                   | |
| Décret n°90-66 du 17 janvier 1990 pris pour l'application de la loi n° 86-1067 du 30 septembre 1986 et fixant les principes généraux concernant la diffusion des œuvres cinématographiques et audiovisuelles par les éditeurs de services de télévision (décret Tasca)                                                                                               | Gouvernement Michel Rocard (2)     | Jack Lang                                     | Catherine Tasca                                   | 60 %                                  | 40 %                                 | Les quotas de diffusion doivent être respectés aux heures de grande écoute c’est-à-dire entre 18 h et 23 h ainsi que, le mercredi, entre 14 h et 18 h, sauf pour les services de cinéma (entre 20 h 30 et 22 h 30). |
| Loi n° 92-61 du 18 janvier 1992 modifiant les articles 27, 28, 31 et 70 de la loi n° 86-1067 du 30 septembre 1986 relative à la liberté de communication | Gouvernement Édith Cresson         | Jack Lang                                     | Georges Kiejman                                   | 60 %                                  | 40 %                                 | Le CSA peut remplacer les heures « de grande écoute » par les heures « d'écoute significative » qu'il fixera annuellement pour chaque service en fonction de son audience et de sa programmation.                   |
| Décret n°92-279 du 27 mars 1992 modifiant le décret n° 90-66 du 17 janvier 1990 pris pour l'application du 2° de l'article 27 et du 2° de l'article 70 de la loi n° 86-1067 du 30 septembre 1986 modifiée relative à la liberté de communication communication et fixant les principes généraux concernant la diffusion des œuvres cinématographiques audiovisuelles | Gouvernement Édith Cresson         | Jack Lang                                     | Georges Kiejman                                   | 60 %                                  | 40 %                                 | Est considéré comme « film européen », un film de pays membres de l'Union européenne (UE). |
| Décret n° 2001-1330 du 28 décembre 2001 modifiant le décret n° 90-66 du 17 janvier 1990 pris pour l'application du 2° de l'article 27 et du 2° de l'article 70 de la loi n° 86-1067 du 30 septembre 1986 relative à la liberté de communication et fixant les principes généraux concernant la diffusion des œuvres cinématographiques et audiovisuelles             | Gouvernement Lionel Jospin         | Catherine Tasca                               | Michel Duffour                                    | 60 %                                  | 40 %                                 | |